# Messor oertzeni
Messor oertzeni är en myrart som beskrevs av Auguste-Henri Forel 1910. Messor oertzeni ingår i släktet Messor och familjen myror.

## Underarter
Arten delas in i följande underarter:
- M. o. amasiensis
- M. o. carpathous
- M. o. oertzeni